# Sérgio Santeiro
Sérgio Costa de Magalhães Santeiro é um cineasta brasileiro, nascido no Rio de Janeiro a 20 de dezembro de 1944.

## Biografia
Formado em Sociologia e Política pela PUC-RJ em 1967. Como diretor e roteirista, realizou exclusivamente filmes de curta-metragem, em geral documentários e marcados por um forte sentido de experimentação. Em 1989, quatro de seus curtas ("O Guesa", "Viagem Pelo Interior Paulista", "Ismael Nery" e "Encontro com Prestes") foram reunidos pela Funarte em videofonograma da série "Brasilianas" número 10 (VHS/NTSC, 55 min; recentemente relançado em DVD).
Desde 1975 é professor de cinema na Universidade Federal Fluminense, onde chefiou o Departamento de Cinema e Vídeo (1996-99) e dirigiu o Instituto de Arte e Comunicação Social (1999-2003), quando a partir de 2000 implantou no Instituto os dois canais públicos de televisão de Niterói: a Unitevê, canal universitário, e a Tv-Comunitária. Também lecionou cinema no CUP - Centro Unificado Profissional, de 1975 a 1981; e na Escola de Artes Visuais do Parque Lage, de 1975 a 1979.
Militante da causa do cinema independente brasileiro, foi um dos fundadores da Associação Brasileira de Documentaristas, tendo integrado suas primeiras diretorias, vindo a ser presidente da ABD do Rio de Janeiro (1981-83) e posteriormente da ABD Nacional (1997-99). Foi um dos grandes batalhadores pela implantação da Lei do Curta nas décadas de 1970-80, e ainda hoje é um dos maiores defensores da volta da aplicação deste mecanismo.
Foi também ator nos filmes "Pequenas Taras" (1978), "O Segredo da Múmia" (1982) e "A Terceira Morte de Joaquim Bolívar" (1998), em "Aporias Conjuminadas", de Vinicius Bandera, em "Elvis e Madona", de Marcelo Laffitte e diretor-assistente em Os Herdeiros (1970), de Cacá Diegues.
Atualmente é curador do Cine ABI (da Associação Brasileira de Imprensa), escreve semanalmente na revista digital Via Política e às quartas no jornal A Tribuna, de Niterói.

## Filmografia
- 2019: O Bobo na Rua (documentário, 111 min)
- 2011: Antigamente (ficção, 6 min.)
- 2009: Preto no Branco (ficção, 3 min.)
- 2008: Passion à la Vie (ficção, 3 min)
- 2007: Paratodos (documentário, 10 min)
- 2004: Samba em Copacabana (documentário, 15 min)
- 2003: Problema (ficção, 7 min)
- 1987: Encontro com Prestes (documentário, 12 min)
- 1984: Isto é Brasil (ficção, 4 min)
- 1979: Ismael Nery (documentário, 7 min)
- 1977: Primeiros cantos (documentário, 4 min)
- 1976: Universidade Fluminense (institucional, 12 min)
- 1975: Viagem Pelo Interior Paulista (documentário, 15 min)
- 1973: Humor Amargo (ficção, 7 min)
- 1972: Klaxon (documentário, 20 min)
- 1971: Volta Redonda,a Capital Brasileira do Aço (documentário, 10 min)
- 1971: A Indústria do Solúvel (institucional, 9 min)
- 1970: Companhia Siderúrgica Nacional (institucional, 25 min)
- 1969: O Guesa (documentário, 20 min)
- 1966: Paixão (ficção, 9 min)